# Межове (Дніпровський район)
Межове (до 2016 — Червоне) — село в Україні, у Святовасилівській сільській громаді Дніпровського району Дніпропетровської області. Населення — 133 мешканці.

## Географія
Село Вишневе розміщене на правому березі річки Грушівка, вище за течією на відстані 1,5 км наявне село Березнуватівка, нижче за течією на відстані 3,5 км розташоване село Грушівка (Кам’янський район).

## Населення

### Мова
Розподіл населення за рідною мовою за даними перепису 2001 року:
| Мова       | Відсоток |
| ---------- | -------- |
| українська | 100 %    |

## Інтернет-посилання
- Погода в селі Вишневому [Архівовано 21 серпня 2016 у Wayback Machine.]

1. ↑  Рідні мови в об'єднаних територіальних громадах України — Український центр суспільних даних